# Витісна хроматографія

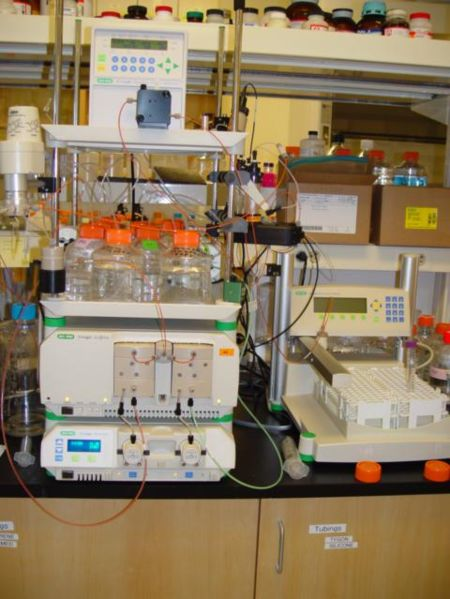
Обладнання для реалізації витісної хроматографії.

Ексклюзійна хроматогра́фія (рос. эксклюзионная хроматография, англ. size exclusion chromatography) — хроматографія, в якій розділення базується в основному на ефектах витіснення, де звичайно використовується різниця в молекулярних розмірах, формах молекул чи їх зарядах.
Розділення речовин здійснюється шляхом пропускання елюенту (рідини або газу) через хроматографічний шар, утворений з твердого пористого матеріалу. Молекули з розмірами меншими від діаметра пор проникають у пори і затримуються при переміщенні рухомої фази, а крупні молекули переміщуються разом з рухомою фазою. Так відбувається розділення молекул за розмірами.
Раніше використовувались синоніми гель-фільтрація та гельпроникна хроматографія для випадку, коли нерухомою фазою був гель.

## Застосування
Основним застосуванням гель-фільтраційної хроматографії є фракціонування білків та інших водорозчинних полімерів, в той час як гель-проникна хроматографія застосовується для аналізу молекулярно-вагового розподілу полімерів, розчинних в органічних розчинниках. Обидві ці методи не слід плутати з гель-електрофорезом, де електричне поле використовується для "витягування" або "протискання" молекул через гель залежно від їх електричних зарядів.